# Dropbear
Dropbear je balíček software zahrnující server a klient protokolu SSH. Jeho smyslem je být alternativou obvyklého OpenSSH na systémech s málem výpočetních zdrojů, tedy například ve vestavěných systémech. Jedná se o multiplatformní software naprogramovaný v jazyce C pod licencí MIT, patří tedy mezi svobodný software. Jeho vývoj řídí Matt Johnston.
Dropbear podporuje SSH protokol verze 2, přičemž pro provádění kryptografických algoritmů používá stávající implementace třetích stran, které jsou do něj zabudované. Také například obsahuje části kódu OpenSSH pro práci s pseudoterminály ve stylu BSD. SCP je podporováno přímo, SFTP závisí na přítomnosti vhodného binárního programu (například z balíku OpenSSH).
SSH protokol verze 1 není podporován, zpětná kompatibilita byla obětována, aby se ušetřily systémové zdroje a aby nebyly problémy se zranitelnostmi, které SSH verze 1 obsahuje.

## Podporované systémy
Linux, Mac OS X, FreeBSD, NetBSD, OpenBSD, Solaris, IRIX 6.5, Tru64 5.1, AIX 4.3.3, HPUX 11.00, Cygwin